# Yamaha Tracer
La Yamaha Tracer (venduta come FJ-09 in Nord America; MT-09 Tracer in Giappone, Sud America, Australia e Nuova Zelanda) è una motocicletta prodotta dalla casa motociclistica giapponese Yamaha dal 2015. È disponibile in più cilindrate, inizialmente da 847 cm³ e dal 2016 anche da 689 cm³.

## Profilo e contesto
Yamaha ha annunciato la Tracer il 4 novembre 2014 per poi venire presentata pochi giorni dopo all'EICMA di Milano. Alimentata da un motore a tre cilindri in linea da 850 cm³, sul mercato europeo è arrivata all'inizio di marzo 2015.
La moto è stata lanciata con il nome di "MT-09 Tracer" nella maggior parte dei mercati e come "FJ-09" in Nord America. Dal 2016, la moto è stata ribattezzata "Tracer 900" in Europa. In Giappone, Sud America, Australia e Nuova Zelanda, ha continuato ad essere venduto con il nome originale di "MT-09 Tracer". A partire dal 2019 negli Stati Uniti, è stata ribattezzata Tracer 900. Nel 2021 è stato introdotto un modello completamente nuovo, cambiando nuovamente il nome, questa volta in "Yamaha Tracer 9".

## Versione 900

### Prima generazione
La Tracer 900 deriva dalla MT-09, condividendo alcune componenti, ma differenziandosi per una diversa e più completa carenatura, un cupolino più grande, un serbatoio del carburante più grande, paramani, cavalletto centrale, una presa di corrente da 12 Volt, controllo di trazione, centralina rivista e tre modalità di guida. La Tracer 900 utilizza fanali completamente a LED. Il telaietto posteriore è più grande e robusto e incorpora i supporti per le valigie laterali. Il braccio della sospensione posteriore è più lunga rispetto a quella della MT-09, con molle più rigide.
Nel 2017 è arrivato un controllo di trazione regolabile su tre modalità e una nuova frizione antisaltellamento ripresa dalle Yamaha XSR900 e FZ-09/MT-09.

### Seconda generazione
Nel 2018 Yamaha ha introdotto una variante chiamata "Tracer 900 GT", che include lo stesso motore, telaio e carenatura del Tracer standard, ma con borse laterali di serie, cruise control, manopole riscaldate, forcellone posteriore più lungo, un cruscotto digitale a colori aggiornato basato su quello della Yamaha R1 e un nuovo cupolino che può essere regolato con una mano durante la guida.

### Caratteristiche tecniche
| Caratteristiche tecniche - Yamaha Tracer 900                    | Caratteristiche tecniche - Yamaha Tracer 900                    | Caratteristiche tecniche - Yamaha Tracer 900                    | Caratteristiche tecniche - Yamaha Tracer 900                    | Caratteristiche tecniche - Yamaha Tracer 900 | Caratteristiche tecniche - Yamaha Tracer 900 |
| --------------------------------------------------------------- | --------------------------------------------------------------- | --------------------------------------------------------------- | --------------------------------------------------------------- | -------------------------------------------- | -------------------------------------------- |
|                                                                 |                                                                 |                                                                 |                                                                 |                                              |                                              |
| Dimensioni e pesi                                               |                                                                 |                                                                 |                                                                 |                                              |                                              |
| Ingombri (lungh.×largh.×alt.)                                   | 2160 × 950 × 1345 mm                                            | 2160 × 950 × 1345 mm                                            | 2160 × 950 × 1345 mm                                            | 2160 × 950 × 1345 mm                         | 2160 × 950 × 1345 mm                         |
| Altezze                                                         | Sella: 845 mm                                                   | Sella: 845 mm                                                   | Sella: 845 mm                                                   | Sella: 845 mm                                | Sella: 845 mm                                |
| Interasse: 1440 mm                                              | Interasse: 1440 mm                                              | Massa a vuoto:                                                  | Massa a vuoto:                                                  | Serbatoio:                                   | Serbatoio:                                   |
| Meccanica                                                       |                                                                 |                                                                 |                                                                 |                                              |                                              |
| Tipo motore: 3 cilindri in linea, inclinati in avanti a 4 tempi | Tipo motore: 3 cilindri in linea, inclinati in avanti a 4 tempi | Tipo motore: 3 cilindri in linea, inclinati in avanti a 4 tempi | Tipo motore: 3 cilindri in linea, inclinati in avanti a 4 tempi | Raffreddamento: a liquido                    | Raffreddamento: a liquido                    |
| Cilindrata                                                      | 847 cm³ (Alesaggio 78,0 × Corsa 59,1 mm)                        | 847 cm³ (Alesaggio 78,0 × Corsa 59,1 mm)                        | 847 cm³ (Alesaggio 78,0 × Corsa 59,1 mm)                        | 847 cm³ (Alesaggio 78,0 × Corsa 59,1 mm)     | 847 cm³ (Alesaggio 78,0 × Corsa 59,1 mm)     |
| Distribuzione: bialbero a 12 valvole                            | Distribuzione: bialbero a 12 valvole                            | Distribuzione: bialbero a 12 valvole                            | Alimentazione: iniezione elettronica                            | Alimentazione: iniezione elettronica         | Alimentazione: iniezione elettronica         |
| Potenza:                                                        | Potenza:                                                        | Coppia:                                                         | Coppia:                                                         | Rapporto di compressione: 11.5:1             | Rapporto di compressione: 11.5:1             |
| Accensione                                                      | elettronica                                                     | elettronica                                                     | elettronica                                                     | elettronica                                  | elettronica                                  |
| Avviamento                                                      | elettrico                                                       | elettrico                                                       | elettrico                                                       | elettrico                                    | elettrico                                    |
| Fonte dei dati:                                                 |                                                                 |                                                                 |                                                                 |                                              |                                              |